# Padilla de Abajo (kommunhuvudort)
Padilla de Abajo är en kommunhuvudort i Spanien.   Den ligger i provinsen Provincia de Burgos och regionen Kastilien och Leon, i den norra delen av landet, 220 km norr om huvudstaden Madrid. Padilla de Abajo ligger 799 meter över havet och antalet invånare är 102.
Terrängen runt Padilla de Abajo är platt. Runt Padilla de Abajo är det mycket glesbefolkat, med 6 invånare per kvadratkilometer. Närmaste större samhälle är Melgar de Fernamental, 5,6 km väster om Padilla de Abajo. Trakten runt Padilla de Abajo består till största delen av jordbruksmark.